# イバール・バラングルート
イバール・バラングルート（Ivar Ballangrud、1904年3月7日 -1969年6月1日）は、ノルウェー、オップラン県南部Lunner出身のスピードスケート選手。1928年のサンモリッツオリンピックで金メダル1個、銅メダル1個、1932年のレークプラシッドオリンピックで銀メダル1個、1936年のガルミッシュ・パルテンキルヒェンオリンピックで金メダル3個、銅メダル1個を獲得した。

## 自己記録
現役時代世界記録を5回更新した。
| 距離    | 結果    | 年月日        | 開催地 |
| ------- | ------- | ------------- | ------ |
| 5000 m  | 8:24.2  | 1929年1月19日 | ダボス |
| 5000 m  | 8:21.6  | 1930年1月11日 | ダボス |
| 3000 m  | 4:49.6  | 1935年1月29日 | ダボス |
| 5000 m  | 8:17.2  | 1936年1月18日 | オスロ |
| 10000 m | 17:14.4 | 1938年2月6日  | ダボス |

- 500m – 42秒7 (1939年)
- 1500m – 2分14秒0 (1939年)
- 5000m – 8分17秒2 (1936年)
- 10000m – 17分14秒4 (1938年)